# 鉄の男 (映画)
『鉄の男』（Człowiek z żelaza）は、アンジェイ・ワイダ監督による1981年のポーランドのドラマ映画である。
第34回カンヌ国際映画祭ではパルム・ドールとエキュメニカル審査員賞を獲得した。また第54回アカデミー賞では外国語映画賞にポーランド代表作としてノミネートされた。
ワイダの過去の作品である『大理石の男』の続編であり、前作の主人公であるアグニェシカが同じく前作に登場したマチェックと結婚しているという設定で描かれている。

## キャスト
- イエジー・ラジヴィオヴィッチ（英語版）：マチェック・ビルクート
- クリスティナ・ヤンダ（英語版）：アグニェシカ・ビルクート
- マリアン・オパニア（英語版）
- ボグスワフ・リンダ（英語版）
- ヤヌシュ・ガヨス
  - 吹き替え初回放映 - 1986年6月14・21日[4] テレビ朝日『ウィークエンドシアター』

なお、レフ・ヴァウェンサ（後のポーランド第三共和政第2代大統領）ら当時の『連帯』幹部3名がカメオ出演しており、彼らは登場人物の結婚式で介添人として姿を見せる。この映画では史実でヴァウェンサが出席した1980年8月の統一ストライキ委員会（のちに「連帯」の母体となる）と政府の合意書調印の場面も再現されているが、そのシーンの撮影にヴァウェンサのスケジュールが合わなかったため、同じ造船所に勤める容貌のよく似た人物が演じた。